# Cistanche phelypaea
Cistanche phélypée, Orobanche des teinturiers
Espèce
La Cistanche phélypée ou Orobanche des teinturiers (Cistanche phelypaea) est une espèce de plantes de la famille des Orobanchacées.